# Angriff der Killertomaten
Angriff der Killertomaten (Originaltitel: Attack of the Killer Tomatoes) ist eine 1978 produzierte US-amerikanische Horrorkomödie von John De Bello, die das Science-Fiction- und Horrorfilm-Genre parodiert.
Die Erstaufführung fand in den USA am 8. Oktober 1978 statt, die Premiere in Deutschland war am 2. Juni 1983.

## Handlung
In einem US-Forschungslabor entwickeln sich normale Tomaten zu intelligenten Monstern, die Menschen in Supermärkten angreifen und verspeisen. Schon bald haben die Killertomaten fast das gesamte Land in ihrer Gewalt. Während die FIA (ähnlich der CIA) damit beschäftigt ist, dem Killer-Gemüse Einhalt zu gebieten, versucht die PR-Firma Meinungsmacher im Auftrag des präsidialen Pressesprechers Jim Richardson, die Öffentlichkeit von der Harmlosigkeit der Tomaten zu überzeugen. Der Präsident, der seine Wiederwahl in Gefahr sieht, stellt ein Spezialistenteam unter Mason Dixon zusammen und holt schließlich zu einem massiven Militärschlag gegen die Tomatenplage aus.
Dixon findet heraus, dass Richardson hinter der Tomateninvasion steht. Richardson strebt nach der präsidialen Macht und will sich später durch den Rückruf der Tomaten als Retter der Nation präsentieren. Noch bevor Richardson Dixon verrät, wie er die Killertomaten steuert und Richardson ihn töten kann, rettet ihn sein Teammitglied Wilbur Finletter und tötet Richardson. Dixon sieht daraufhin in der Schallplattensammlung Richardsons die Platte mit dem Song Puberty Love und er erinnert sich an das schrille Lied im Autoradio, das damals eine abschreckende Wirkung auf die Killertomaten gehabt hatte. Dixon lässt Finletter die Überlebenden der Stadt im Stadion versammeln und spielt die Schnulze dort über die Lautsprecher ab, woraufhin sich die mittlerweile riesengroßen Tomaten zurückziehen, wieder auf normale Größe schrumpfen und von den Bewohnern zertrampelt werden.
Am Ende des Films ist zu sehen, wie sich nach den Tomaten nun die Karotten aus dem Beet erheben.

## Hintergrund
Bei seinem Erscheinen wurde der Film als Trash-Film bezeichnet und galt als einer der bis dahin schlechtesten Filme (obwohl er als Parodie auf tatsächliche Trashfilme gedacht war und seine Schlechtheit diese ironisch karikieren soll), erreichte jedoch gleichzeitig schnell Kultstatus.
Der Film zog drei Fortsetzungen nach sich: Die Rückkehr der Killertomaten mit George Clooney in einer seiner ersten Rollen (1988), Die Killertomaten schlagen zurück (1990) und Killer Tomatoes eat France (1991), der nie in deutscher Sprache erschien.
Zudem gingen aus dem Film die Zeichentrickserie Killertomaten (1990–1993, 21 Folgen) und zwei Computerspiele (1986, 1991) hervor.

## Wissenswertes
- Zu Beginn des Films ist ein Hubschrauberabsturz zu sehen. Tatsächlich handelt es sich dabei um einen Unfall; da niemand ernsthaft verletzt worden war, entschloss man sich, das Beste aus dem kostspieligen Zwischenfall zu machen, und fügte den Absturz nachträglich in die Handlung ein. Auch die Schauspieler blieben in ihren Rollen und improvisierten passende Dialoge.[3]

- Die Erhebung der „Killerkarotten“ am Ende des Films wurde in den nachfolgenden Filmen zugunsten einer Killertomaten-Reihe verworfen.

- Der damals 15-jährige Matt Cameron sang das Lied Puberty Love. Später wurde er unter anderem in den Bands Soundgarden und Pearl Jam Schlagzeuger.

- Bei der Deutschen Marine und der US Navy werden schwimmende, rote Übungsziele „Killertomaten“ bzw. „Killer Tomatoes“ genannt.[4]

## Kritiken
- „Auch die Handvoll […] frecher Einfälle bringen den […] Film nur mühsam über die Zeit.“ (Fischer Film Almanach. 1984).